# Old Car Land
Old Car Land, OldCarLand — крупнейший технический фестиваль на территории Украины, является выставкой эксклюзивных и классических автомобилей. Проходит два раза в год (весной и осенью) в городе Киев, Украина. Предшественником данного фестиваля можно считать «Автофорум», который проводился в начале XXI века в Киеве.
Огранизатор — Павел Лозовенко, президент клуба технической классики «Оldсarservice»

## История
3 августа в 2014 году состоялся «Old Car Fest». На этом фестивале собралось более 200 машин со всей Украины. Среди них были не только известные советские модели, но и немецкие, американские, английские, французские, итальянские, чешские.
С 2015 года фестиваль меняет название на "Old Car Land и расширяется. С этого момента выставка проходит на территории площадки Государственного музея авиации возле аэропорта «Жуляны».
К началу 20-х годов XXI века «Old Car Land» стал основной выставкой классических автомобилей, грузовиков и автобусов в Украине. В 2019-м году количество автомобилей участников превысило 800 экземпляров.
Фестиваль призван популяризировать автомобильную историю и пытается вывести движение любителей ретротехники Украины на новый уровень..

## Автомобили участвовавшие в фестивале

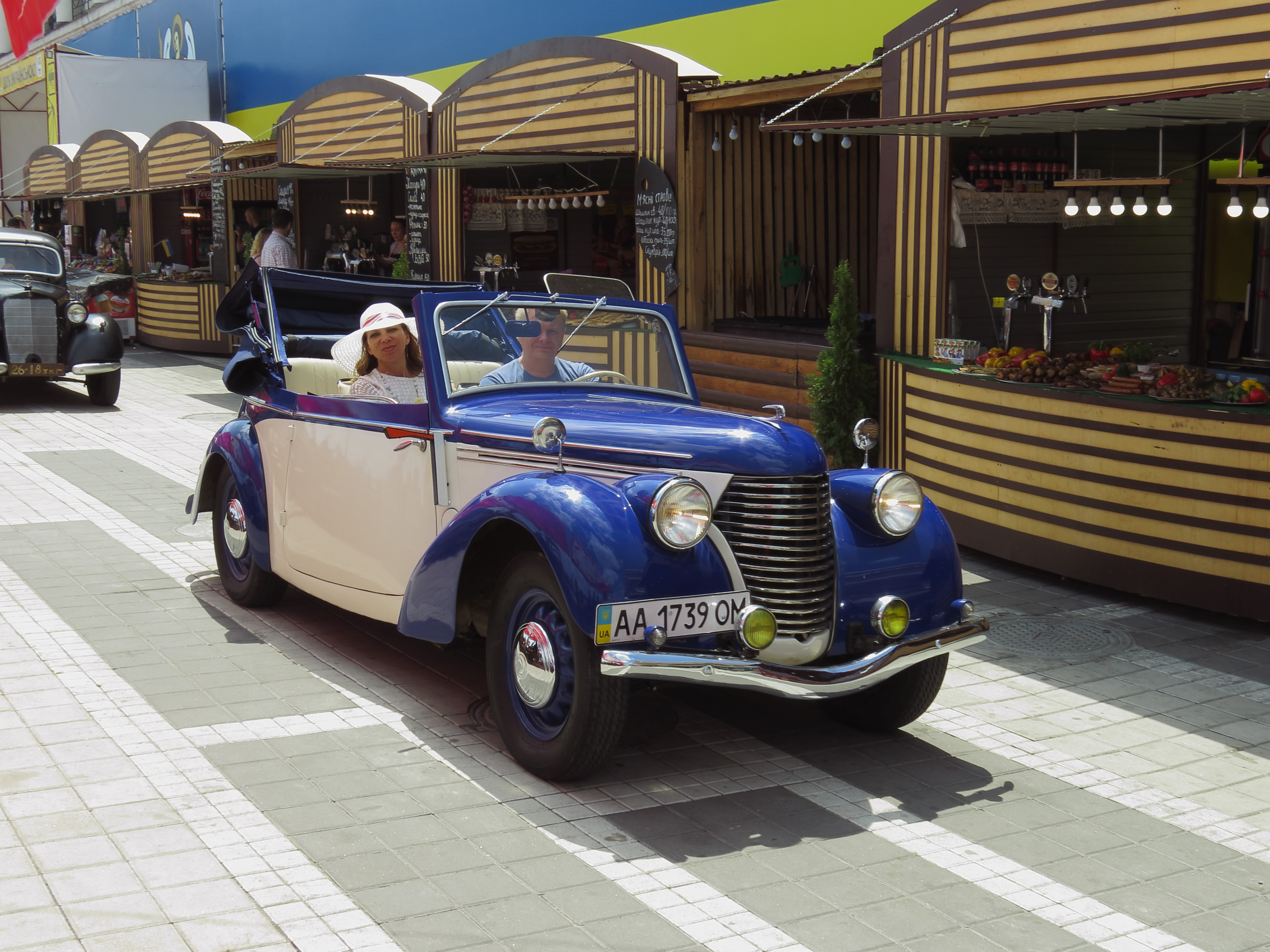
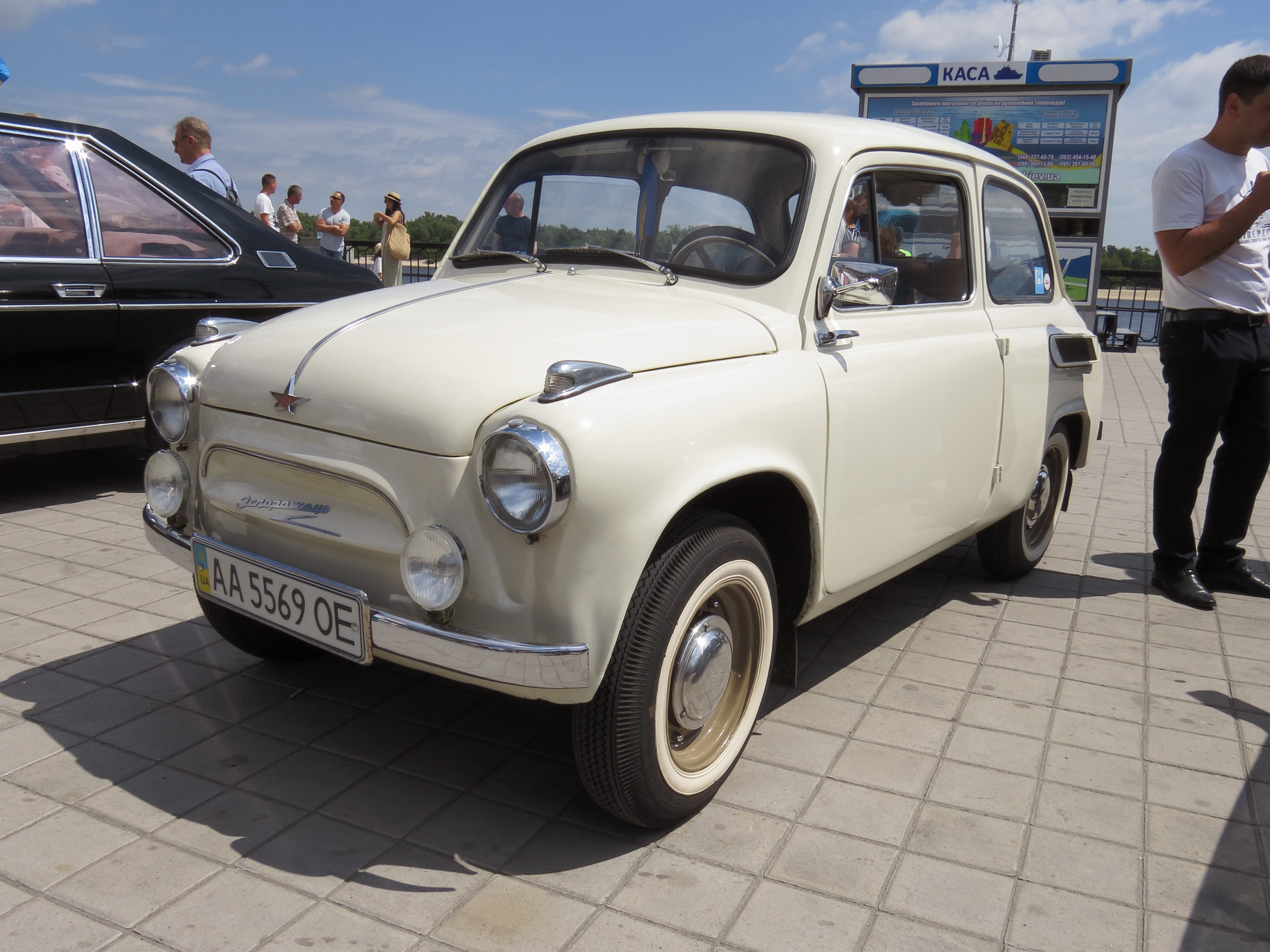
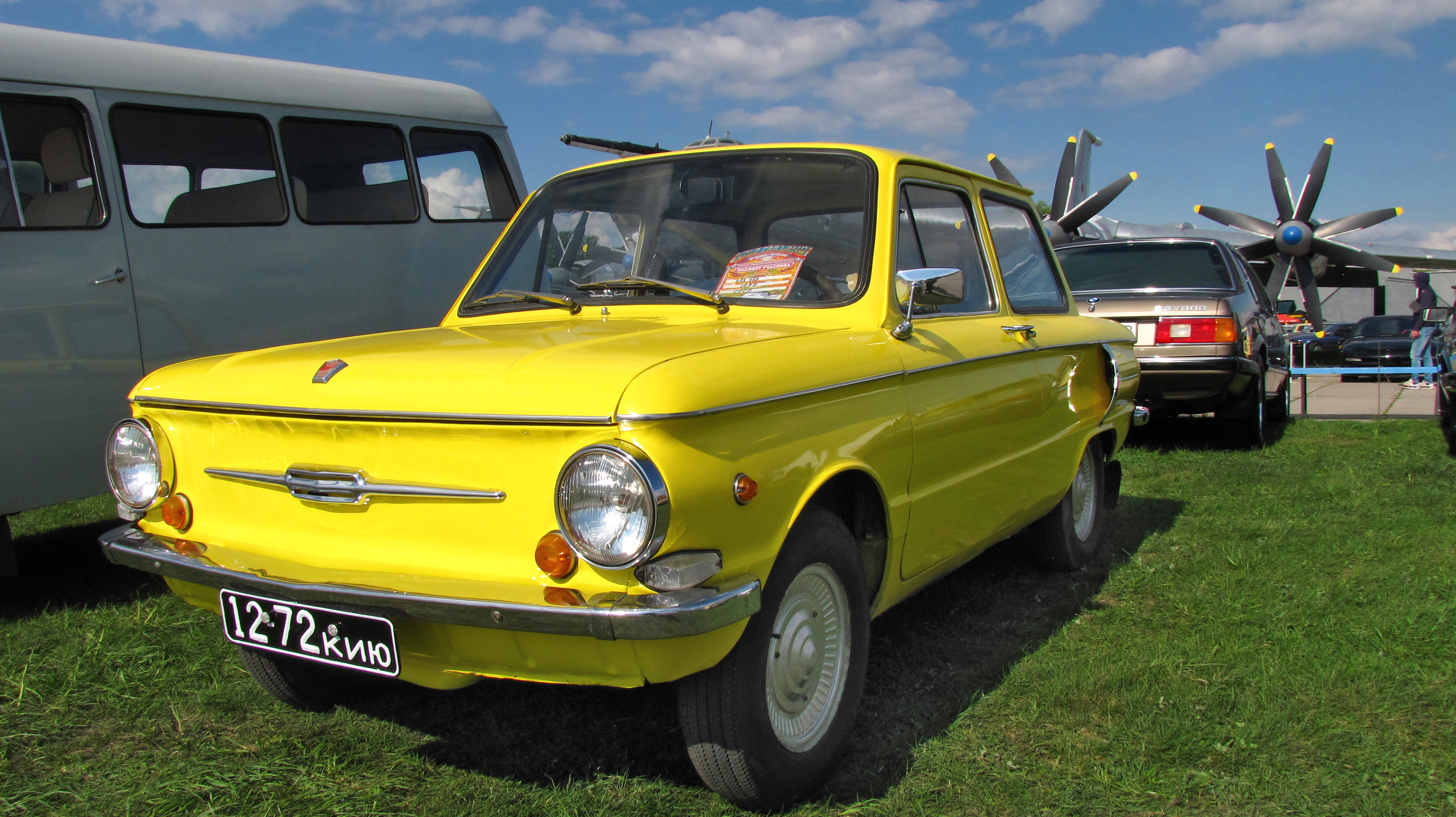
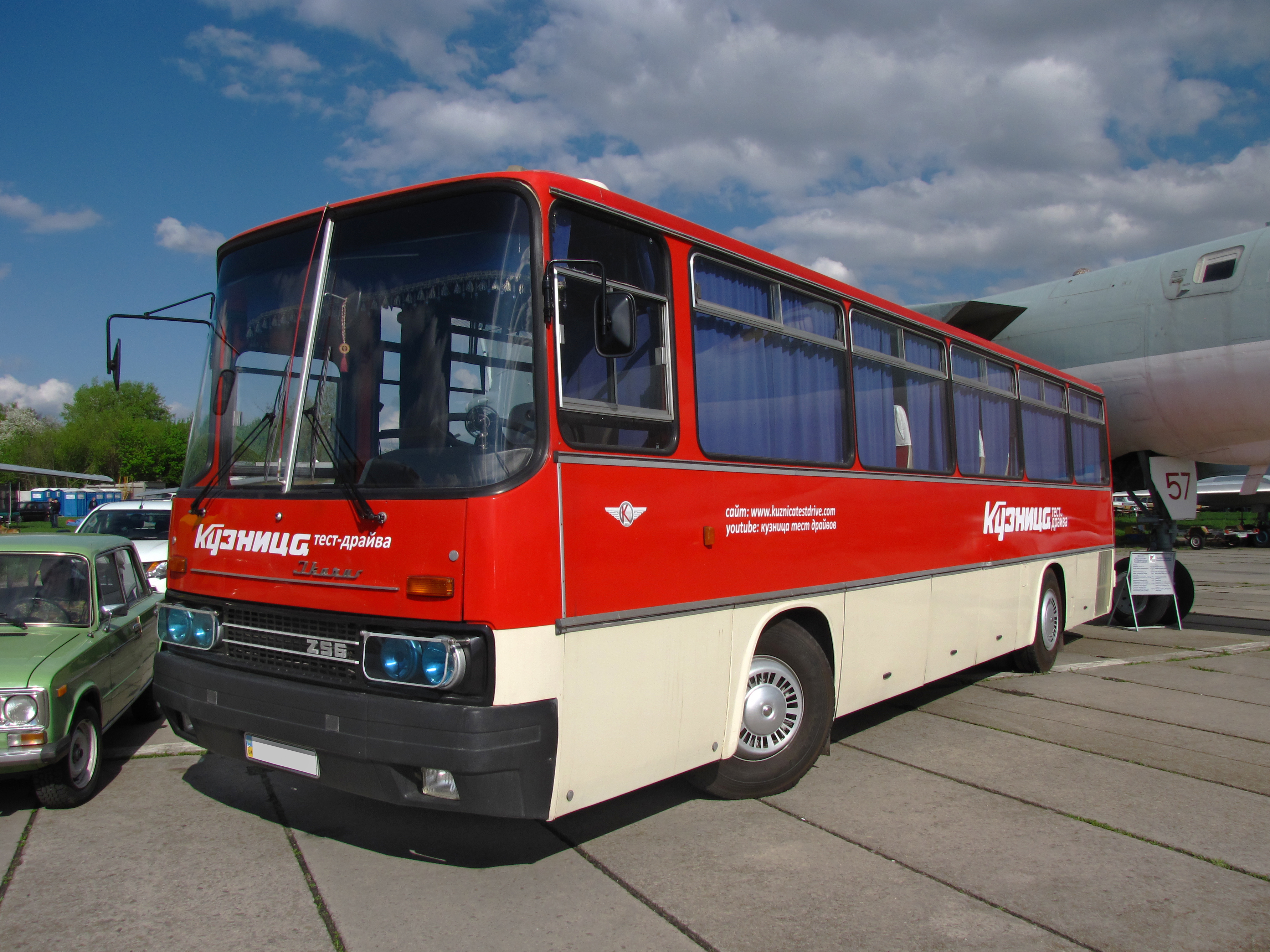
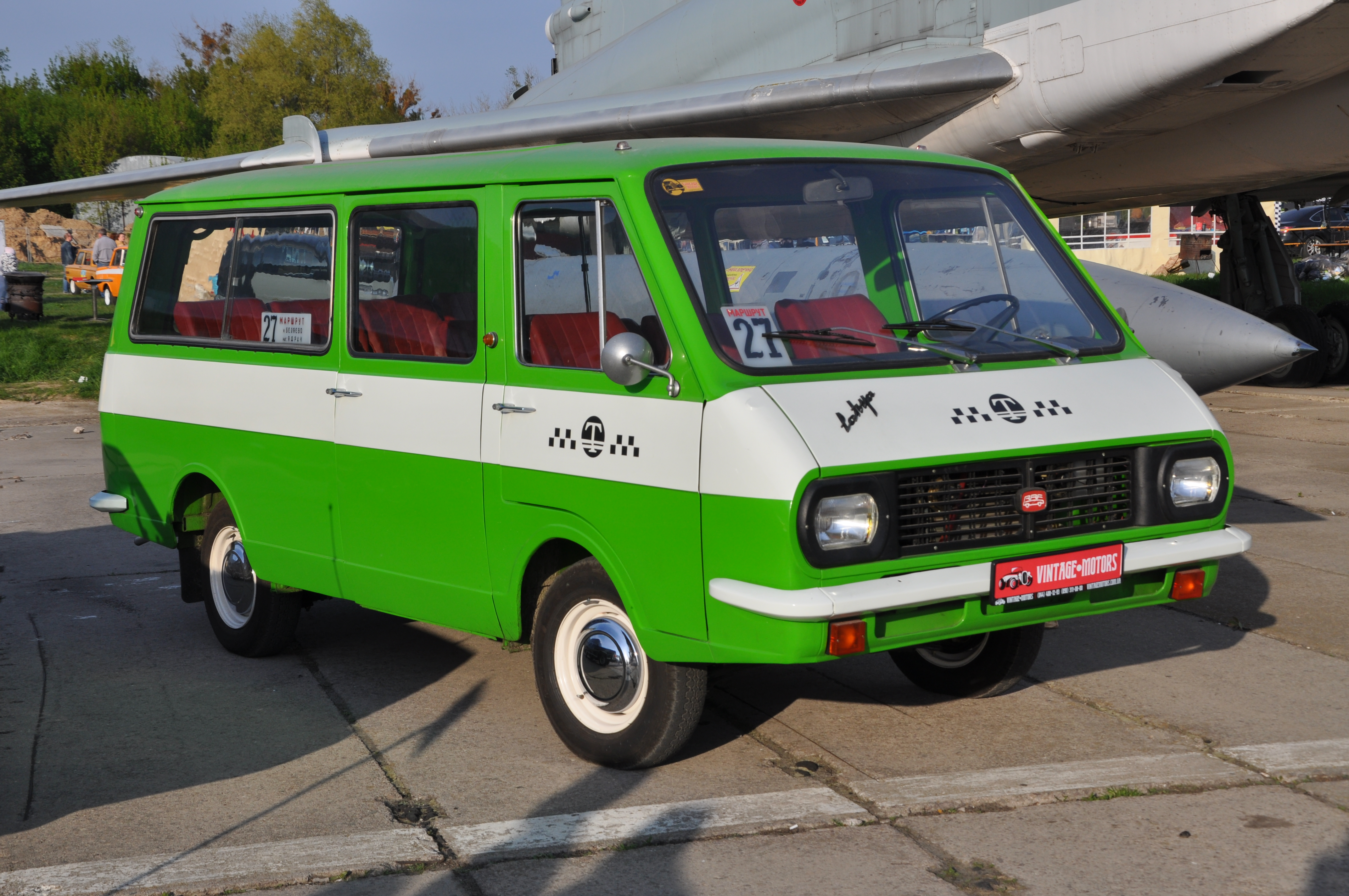
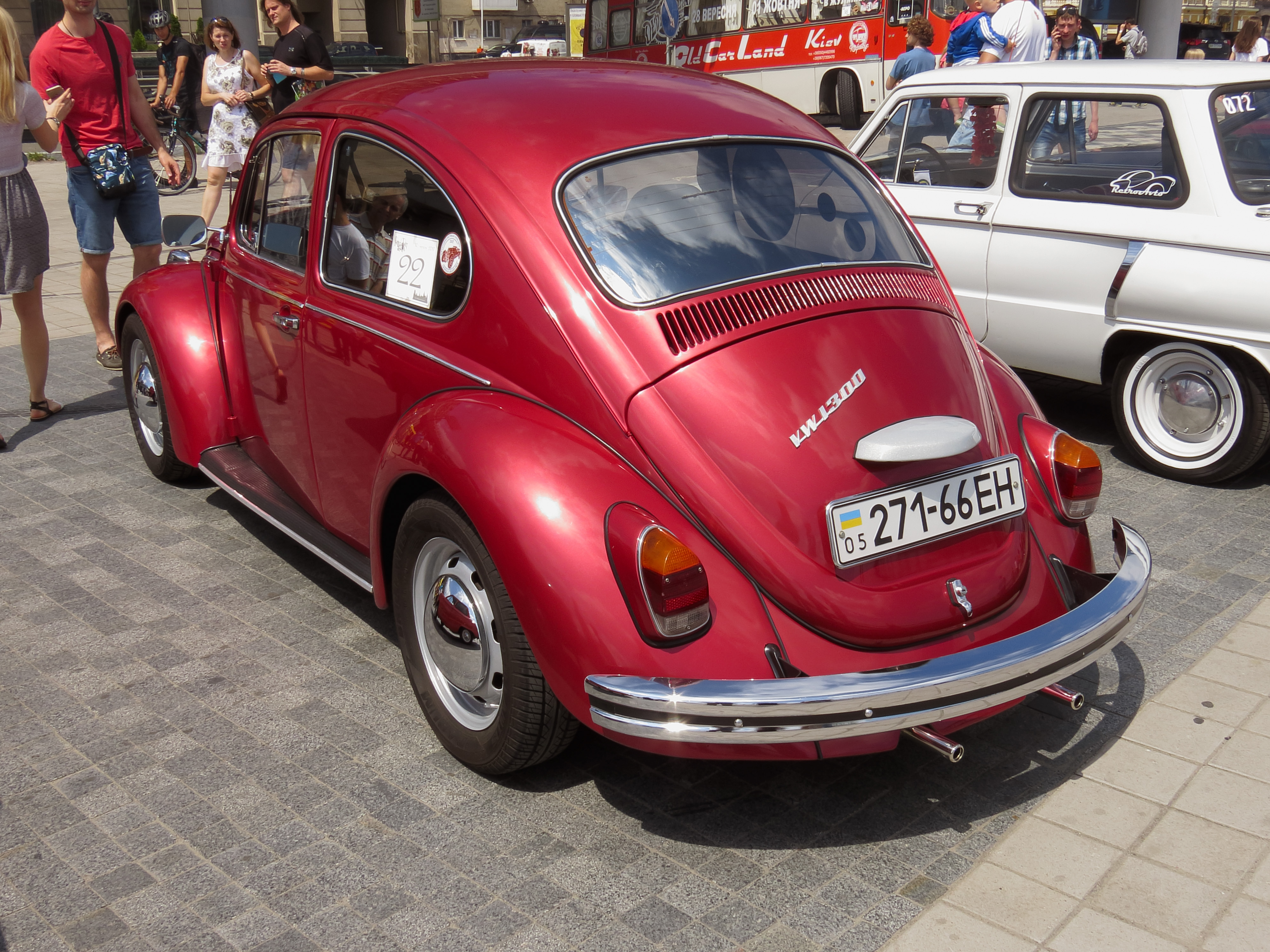
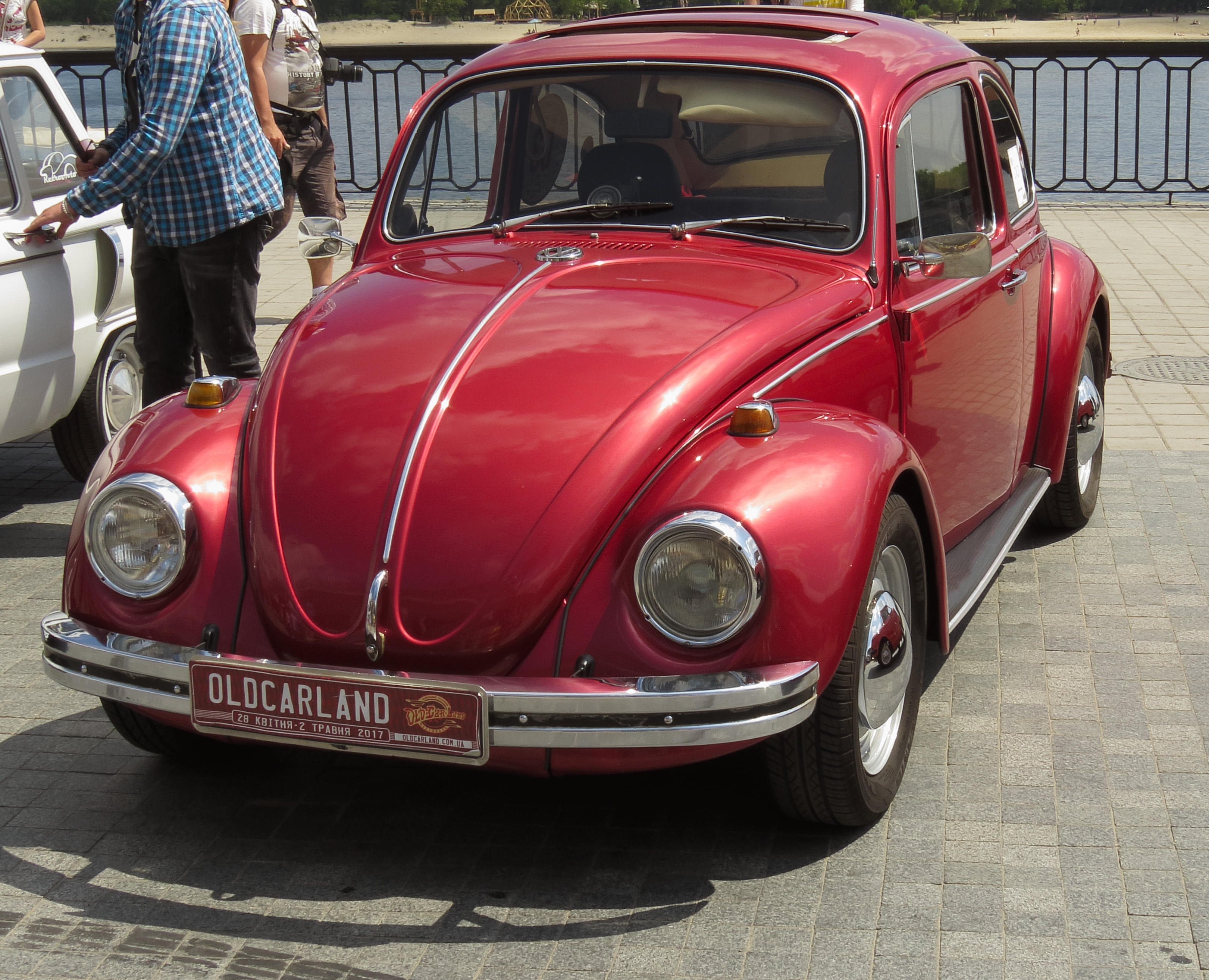
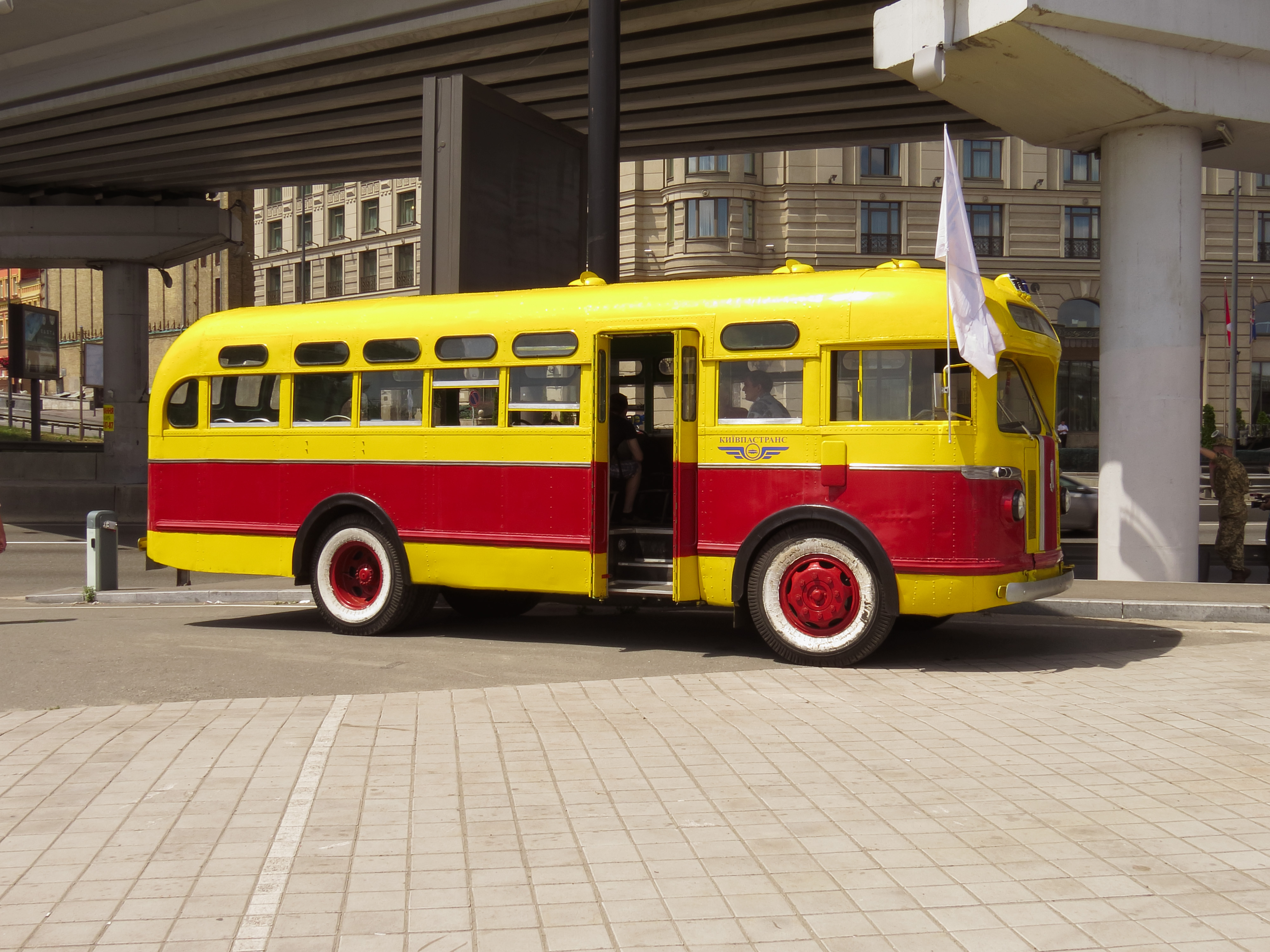
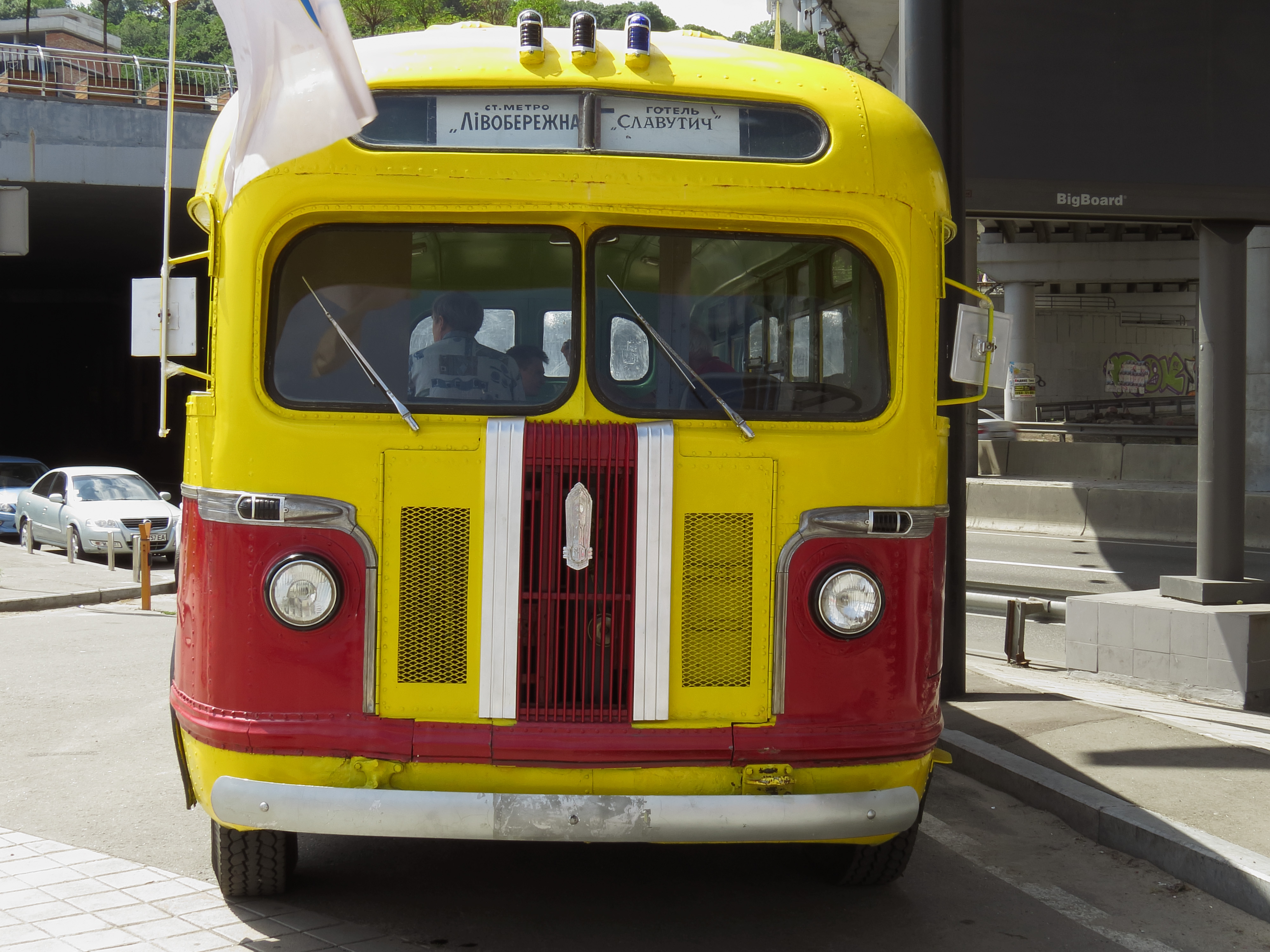
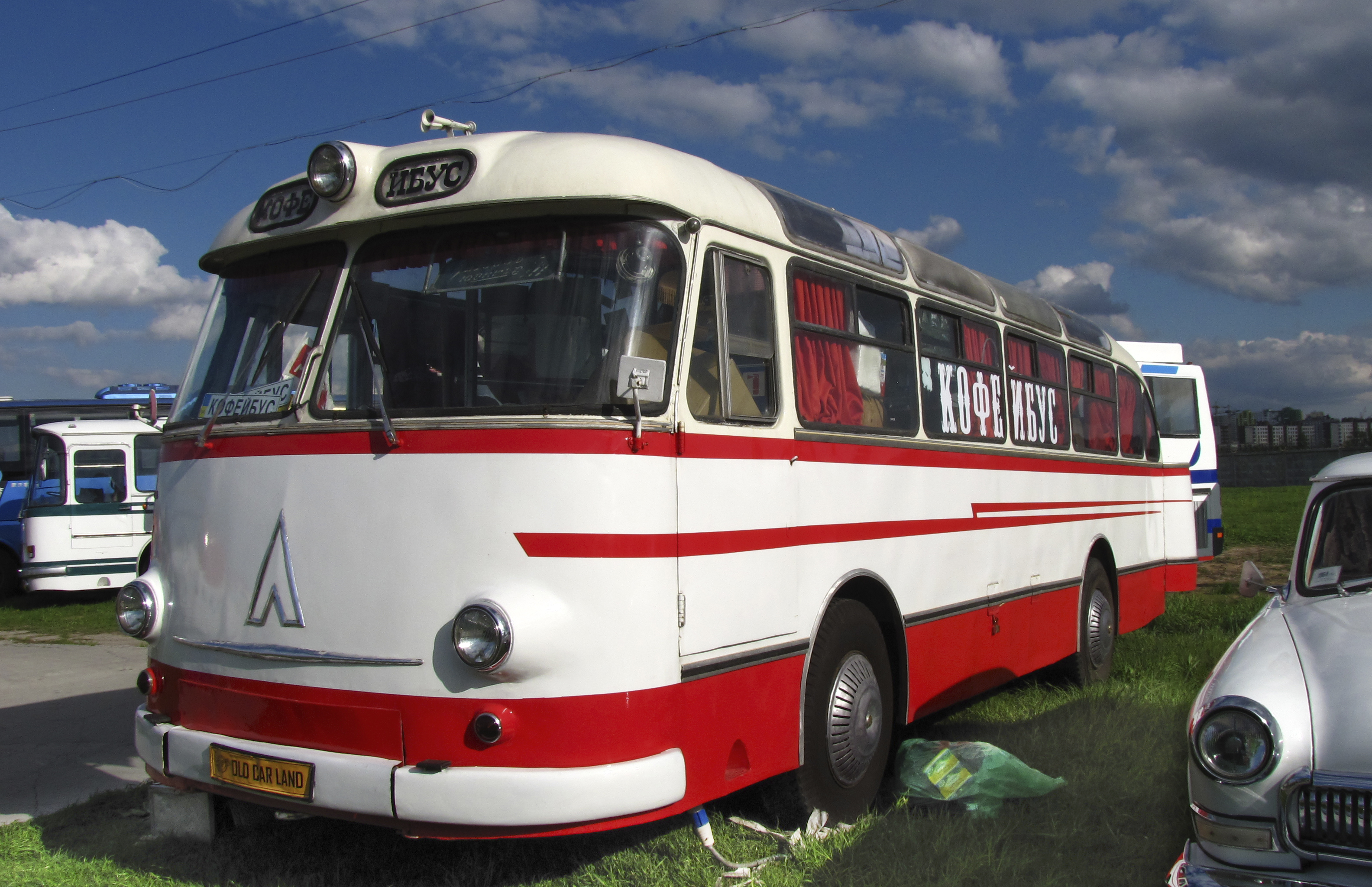

- На Викискладе есть медиафайлы по теме  Автомобили участвовавшие в выставке